# 235 Van Buren
235 Van Buren es un rascacielos de condominios ubicado Chicago Loop, cerca de la Torre Willis y del 311 South Wacker Drive. El rascacielos de 46 pisos fue diseñado por Perkins & Will y construido por CMK Companies, una empresa de desarrollo inmobiliario con sede en Chicago. Como su nombre indica, se encuentra en 235 West Van Buren Street, junto al río Chicago, en el extremo este de la Interestatal 290.
Terminado en enero de 2010, es un edificio residencial con 714 unidades de condominio, un estacionamiento de 11 pisos y 570 lugares, así como aproximadamente 10 000 pies cuadrados de espacio comercial ubicado en los primeros dos pisos del edificio.
Cada residencia cuenta con interiores modernos dotados de ventanales de piso a techo, techos de 3 metros y detalles de hormigón visto. El edificio cuenta con condominios de 1 a 3 habitaciones. También cuenta con un penthouse en el último piso que apareció en un episodio del programa de televisión House Hunters de HGTV.
Ha recibido varios premios por su diseño.